# Triều Ava
Triều Ava hay Vương quốc Ava (tiếng Myanmar: အင်းဝခေတ, phiên âm quốc tế: ʔíɴwɑ̯ kʰiʔ; Hán-Việt: A Ngõa 阿瓦) từng thống trị miền Thượng Miến từ năm 1364 đến năm 1555. Ava là sự tiếp nối của các vương quốc nhỏ Myinsaing, Pinya và Sagaing sau khi Triều Pagan sụp đổ vào cuối thế kỷ 13. Giống như các vương quốc nhỏ mà nó kế tục, các vua Ava đều xưng là hậu duệ của các vua Pagan, song thực tế họ là người Shan đã Miến hóa.

## Lịch sử
Thadominbya lập nên Ava vào năm 1364, khi các vương quốc Sagaing và Pinya trược các cuộc tấn của người Shan từ phía bắc. Trong những năm mới thành lập, Ava, tự xưng là người kế thừa xứng đáng Triều Pagan, đã cố gắng khôi phục một đế quốc hùng mạnh Pagan thông qua các cuộc chiến liên tục chống lại Vương quốc Hanthawaddy ở phía nam, các nhà nước Shan ở phía bắc và phía đông, và Arakan ở phía tây. Vào thời kỳ hùng mạnh nhất, Ava đã chiếm được Taungoo và các tiểu quốc Shan ngoại vi (Kale, Mohnyin, Mogaung, Thibaw), song vẫn không thể chinh phục được các phần còn lại. Cuộc chiến tranh 40 năm (1385-1424) với Hanthawaddy đã khiến Ava kiệt sức. Từ thập niên 1420 đến đầu 1480, mỗi khi một vua Ava mới lên ngôi lại xảy ra những cuộc nổi loạn của các nước chư hầu. Trong thập niên 1480 và 1490 Prome ở phía nam và các nhà nước Shan ở phía bắc đã li khai, và Taungoo trở nên hùng mạnh không kém gì Ava. Đến năm năm 1510, Taungoo cũng li khai.
Trong khoảng hơn 20 năm đầu thế kỷ 16, Ava bị người Shan tấn công dồn dập. Vào năm 1527, liên minh các quốc gia người Shan do quốc gia Shan Mohnyin làm thủ lĩnh cùng với Prome đã triệt phá Ava, lập vua Ava mới, và cai trị phần lớn miền Thượng Miến.
Trong khi Prome liên minh với các quốc gia Shan, thì chỉ còn Taungoo lúc đó mới là một quốc gia nhỏ ở phía đông đông nam của dãy núi Bago Yoma là quốc gia của người Miến. Các vua Taungoo đã cai trị đất nước một cách sáng suốt, giữ được độc lập trước sự bao vây của người Shan, rồi sau đó tiêu diệt quốc gia Môn Hanthawaddy, tiêu diệt Prome, chiếm thành phố Pagan, rồi sau đó chiếm kinh đô Ava vào năm 1555. Triều Ava chính thực diệt vong.

## Danh sách các vua Ava
1. Thadominbya, trị vì từ năm 1364 đến năm 1368
2. Swasawke, 1368 - 1401
3. Minkhaung I, 1401 – 1422
4. Mohnyin Thado, 1427 – 1440
5. Narapati, 1443 – 1469
6. Shwenankyawshin, 1502 – 1527